# Górki (powiat mielecki)
Górki – wieś w Polsce położona w województwie podkarpackim, w powiecie mieleckim, w gminie Borowa.
| SIMC    | Nazwa      | Rodzaj    |
| ------- | ---------- | --------- |
| 0645748 | Błoniska   | część wsi |
| 0645754 | Certakówka | część wsi |
| 0645760 | Duże Górki | część wsi |
| 0645777 | Kmiecie    | część wsi |
| 0645783 | Kolonia    | część wsi |
| 0645790 | Małe Górki | część wsi |
| 0645808 | Pasternik  | część wsi |
| 0645814 | Podszkole  | część wsi |

W latach 1954–1972 wieś należała i była siedzibą władz gromady Górki. W latach 1975–1998 miejscowość należała administracyjnie do województwa rzeszowskiego.
We wsi znajduje się kościół Najświętszego Serca Pana Jezusa, należący do parafii Najświętszego Serca Pana Jezusa w Górkach.